# Bözberg (gmina)
Bözberg (gsw. Böözbrg) – gmina (niem. Einwohnergemeinde) w północnej Szwajcarii, w kantonie Argowia, w okręgu Brugg. 31 grudnia 2022 liczyła 1657 mieszkańców. 1 stycznia 2013 do gminy przyłączono gminy Gallenkirch, Linn, Oberbözberg i Unterbözberg.